# ВЕЦ „Панчарево“
Вижте пояснителната страница за други значения на Панчарево.
Водноелектрическата централа „Панчарево“ е първата електроцентрала за обществено електроснабдяване, построена в България и на Балканския полуостров.
Намира се южно от село Кокаляне край София, в поречието на река Искър. Пусната е в експлоатация за първи път пробно на 1 юли 1900 г и редовно на 1 ноември 1900 г. С нея се поставя началото на общественото електроснабдяване в страната. Централата осигурява електричество за осветление, електрически трамвай и двигателна сила за индустриалните предприятия в столицата, с което София се нарежда сред първите електрифицирани европейски столици. Изграждането на централата започва на 1 април 1899 г. на р. Искър, на 18 km югоизточно от центъра на София и на 4 km от Панчарево, по пътя за Самоков. Идеята за мястото на електрическата централа е на френския инженер Самуел Ребюфел, който пребивава по това време в София във връзка с канализацията на града. Строителството е извършено от Дружеството на големите строителни предприятия на Марсилия, а монтажните работи – от фирмата „Оерликон“.

## Технически данни[1]
На река Искър е построено водохващане на кота 680 м. Каменният бент е оборудван с подвижни клапи, които могат да се изправят и при маловодие да увеличават обема на така създаденото водохранилище. От дясната страна на реката е изградена утаечна камера, в която водата постъпва чрез два водовземни отвора. От там водата преминава през покрит канал с дължина 149 м, тунел с дължина 1167 м и втори покрит канал с дължина 50 м до апаратна камера с преливник, от която по стоманен напорен тръбопровод с диаметър 1400 мм достига централата. Тунелът е с каменна облицовка и по това време е най-дългият тунел в България. Водният пад е около 55 метра.
Първоначално ВЕЦ „Панчарево“ е оборудвана с четири турбогрупи, производство на „Пикард & Пикте“, Женева с хоризонтален вал, с турбини Францис с КПД 75 % и изходна мощност 500 hp при 400 об/мин и ~950 л/сек воден дебит. Генераторите са с мощност по 430 kVA, 344 kW, за напрежение 8000 V, 53 Hz. Честотата се запазва такава до 1926 г, когато започва паралелна работа с централите от поречието на р. Рилска на честота 51,5 Hz, а от 1934 г окончателно се преминава на 50 Hz.
През 1910 г. централата се разширява с още две групи по 860 hp / 730 kVA на предвидените за това празни места и втори напорен тръбопровод, а през 1928 г две от първите турбогрупи са заменени с една нова с мощност 1800 hp. Така максималният воден дебит през централата нараства до 8,5 m³/s в нарушение на разрешението от 1899 г. за най-много 4 m³/s.
Трансформатори отначало няма. Електрическата енергия се изнася към гр. София чрез електропровод с дължина 16 км за номинално напрежение 7 kV с две тройки медни проводници със сечение 50 mm², завършващ в подстанция „Венелин“ на бул. Евлоги Георгиев срещу ул. Юрий Венелин. Първоначалните стълбове са дървени, заменени по-късно с цилиндрични стоманени. След 1941 г, когато централата става собственост на Столична община, тя е присъединена към електропровода за 35 kV ВЕЦ „Мала църква“ - Самоков - София (подстанция „Рила“), който е в експлоатация от декември 1934 г и преминава в съседство на централата.

## Собственост[2]
След два неуспешни търга, Столичният общински съвет утвърждава резултата от третия търг на 16 юли 1897 г - концесията за електрически трамвай и осветление на града се дава на френския електроинженер Шарл Бертолюс. Още на следващата година той преотстъпва концесията на две отделни дружества за трамваите и осветлението, от които Société des grands travaux de Marseille (Дружество на големите строителни предприятия в Марсилия) получава осветлението на града и бъдещата водна електроцентрала. На 19 септември 1908 г тази концесия е прехвърлена на белгийското Електрическо дружество за София и България.
На 1 септември 1916 г кметът на София разпорежда Общината да влезе във временно владение на службите за осветлението и трамваите под предлог, че същите се управлявали лошо, електрическата енергия се доставяла с ниско качество (напрежението на места падало до 60 V при номинално 150 V), а в трамвайното движение е „настъпила безредица“. На 25 октомври същата година Общинският съвет обявява двете предприятия за свои, след което започват преговори за тяхното откупуване и заплащане. След неблагоприятният изход от Първата световна война, въпросът е отнесен към арбитражен съд в Париж (съгласно Ньойския договор), който от 1 януари 1926 г предава концесията обратно на концесионера и я продължава с 22 години - до края на 1960 г.
Във връзка с неблагоприятното за Франция и Белгия развитие на Втората световна война към 1941 г, Столична община договаря откупуване на концесията и от 18 октомври 1941 г. става собственик на всички активи на Електрическото дружество за София и България, включително ВЕЦ „Панчарево“.

## ВЕЦ „Панчарево“ днес
Централата работи до декември 1956 г, когато започват работа ВЕЦ „Пасарел“, ВЕЦ „Кокаляне“ и водоснабдяването на гр. София от яз. Искър, които отклоняват цялото водно количество и оставят реката и централата без вода. Националният политехнически музей ползва сградния фонд от 1975 г. Безвъзмездно са предадени на музея главната постройка с машинната зала, командното отделение и административните сгради.
През 1986 г. ВЕЦ „Панчарево“ е обявена за паметник на културата.
Предвижда се пускането на електроцентралата в действие и изграждане на екологичен парк с музейна експозиция на територията на ВЕЦ-а.